# I'm Just Ken
"I'm Just Ken" é uma canção escrita e produzida por Mark Ronson e Andrew Wyatt e interpretada por Ryan Gosling para Barbie: The Album, a trilha sonora do filme Barbie de 2023.

## Antecedentes
"I'm Just Ken" é descrito como uma "poderosa balada sentimental dos anos 80". Antes do lançamento do filme, os materiais de marketing e promocionais geralmente continham o slogan: "Ela é tudo. Ele é apenas Ken", uma alusão à música.

## Produção
"I'm Just Ken" foi uma das primeiras canções escritas para Barbie: The Album, junto com "Dance the Night" de Dua Lipa. O produtor Mark Ronson se inspirou para escrever a balada depois de ler o roteiro de Barbie e simpatizar com o personagem de Ken.
| “ | Instantaneamente tive essa ideia para esta letra: "Sou apenas Ken / Em qualquer outro lugar eu seria um 10". Parecia engraçado. Parecia um pouco emo, tipo, esse pobre rapaz. Ele é tão gostoso, mas não consegue entender a hora do dia. | ” |
|   | — Mark Ronson, ao escrever "I'm Just Ken" para Barbie: The Album, Vanity Fair. |   |

Ronson gravou uma demo de "I'm Just Ken" e a enviou à diretora Greta Gerwig, embora ele não esperasse que fosse incluída no filme. Gerwig, no entanto, amou a música e a mostrou para Ryan Gosling, que interpreta Ken. Gosling afirmou que isso o afetou "profundamente" e perguntou se ele poderia interpretá-lo no filme. Gerwig teve que reescrever uma cena importante do filme para acomodar a nova adição.
O colega de Ronson e também produtor da trilha sonora, Andrew Wyatt, escreveu o resto da música, antes de Ronson voar para Londres para gravar os vocais com Gosling. Em uma entrevista para a Vulture, Ronson observou: "No estúdio com Ryan, percebemos que foi realmente sua performance que levantou tudo. Todas essas falas que pareciam um pouco descartáveis, ditas por ele, de repente assumiram muito mais". Gosling teve apenas três horas para gravar a faixa.
Depois que Gosling gravou seus vocais, Ronson enviou a faixa para o guitarrista do Guns N' Roses, Slash, que achou "legal" e concordou em tocar guitarra na música. Wolfgang Van Halen e Josh Freese do Foo Fighters também tocaram na faixa.

## Lançamento
Antes do lançamento de Barbie, a Warner Bros. lançou um videoclipe da performance de Gosling em "I'm Just Ken" em 10 de julho de 2023.

## Ficha Técnica
Todos os créditos são adaptados das notas do encarte do CD Barbie: The Album.
- Mark Ronson – compositor, produtor, baixo, sintetizadores
- Andrew Wyatt – compositor, produtor, sintetizadores, vocais de apoio, arranjo de coro
- Picard Brothers – produção adicional
- Slash – solo de guitarra, guitarra rítmica
- Wolfgang Van Halen – guitarra rítmica
- Josh Freese – bateria
- Mike Richiuti – piano
- Roger Manning – sintetizadores
- Brandon Bost – programação, engenharia
- Geoff Foster – engenheiro de gravação de coro masculino
- Peter Cobbin – engenheiro de pontuação, engenheira de gravação de coro feminino
- Kirsty Whalley – engenheiro de pontuação, engenheira de gravação de coro feminino
- Daniel Hayden – gravador do Pro Tools
- Alex Venguer – gravação de orquestra, engenheiro de gravação de piano
- Matt Dunkley – arranjo orquestral
- Ben Parry – maestro
- Ricky Damian – engenharia
- Jake Ferguson – assistente de engenharia
- Mike Clink – gravação de Slash
- Tom Elmhirst – mixagem
- Adam Hong – engenharia de mixagem

## Desempenho comercial
| Tabela musical (2023)                                   | Melhor posição |
| ------------------------------------------------------- | -------------- |
| Austrália (ARIA)                                        | 83             |
| Canadá (Canadian Hot 100)                               | 67             |
| Estados Unidos (Billboard Hot 100)                      | 87             |
| Estados Unidos (Billboard Hot Rock & Alternative Songs) | 5              |
| Global 200 (Billboard)                                  | 102            |
| Irlanda (IRMA)                                          | 25             |
| Nova Zelândia (Recorded Music NZ)                       | 25             |
| Reino Unido (UK Singles Chart)                          | 25             |

## Prêmios e indicações
| Prêmio                          | Ano  | Categoria                                | Resultado | Ref.   |
| ------------------------------- | ---- | ---------------------------------------- | --------- | ------ |
| Hollywood Music in Media Awards | 2023 | Melhor Canção Original em Longa-Metragem | Indicado  | [ 16 ] |
| Hollywood Music in Media Awards | 2023 | Melhor Performance em Longa-Metragem     | Indicado  | [ 16 ] |
| Grammy Awards                   | 2024 | Melhor Canção em Mídia Visual            | Indicado  | [ 17 ] |
| Prêmios Globo de Ouro           | 2024 | Melhor Canção Original                   | Indicado  | [ 18 ] |